# 三輪酒造 (岐阜県)
株式会社三輪酒造（みわしゅぞう）は、岐阜県大垣市船町4-48に本社を置く酒造会社である。代表取締役社長は三輪研二。資本金5000万円。

## 歴史
1837年（天保8年）創業。

## 銘柄
- 白川郷
- 道三
- 決戦関ヶ原
- バロンテッシン

## 文化財
2011年（平成23年）1月、北蔵と南蔵（大垣市南切石町）が国の登録有形文化財に登録された。